# Гибсън Бърдланд
Гибсън Бърдланд (на английски: Gibson Byrdland) е модел електрическа китара произвеждан от компанията Гибсън Корпорейшън. Наименованието ѝ произхожда от фамилиите на китаристите Били Бърд и Ханк Гарланд за когото, моделът първоначално е специално конструиран.

## Описание
„Бърдланд“ е първия модел на „Гибсън“ от т.нар. „Тинлайн“ (изтънени) серии. Тъй като много китаристи не са желали китари с обемно тяло, такива като топ модела „L-5“ на „Гибсън“, президента на компанията Тед Маккарти започва проучване на идеи за нови продукти. В крайна сметка, предложенията на китаристите Бърд и Гарланд довеждат до разработката на модела. С дебелина на тялото от 2¼ инча (5.7 см), „Бърдланд“ е значително по-тънък от „L-5“, който е с дебелина от 3⅜ инча (8.4 см).
Производството на „Гибсън Бърдланд“ започва през 1955 година, като по същество в началото, моделът представлява изтънена версия на „L-5 CES“, предлагана като поръчково изпълнение. По-късно е скъсен и грифа, който става с размер 23½ инча (59.7 см), което се харесва от изпълнителите, позволявайки им да изпълняват усложнени музикални структури. Тогава „Бърдланд“ влиза в каталога на компанията, като регулярно произвеждан сериен модел и остава такъв до 1969 година. През 1977, 1978 и 1992 година, „Бърдланд“ е представен отново, като са пуснати само лимитирани серии. Дванадесет-струнна версия е предлагана само през 1976 година, като от нея са произведени по-малко от 20 броя.
Моделът „Гибсън ES-350T“ е разработен на базата на „Бърдланд“ с използване на не толкова скъпи детайли, позволявайки така да се предложи на клиентите китара на по-ниска цена.
Понастоящем, „Гибсън Бърдланд“ се предлага само като част от поръчковите модели на компанията.

## Известни китаристи ползвали Бърдланд
- Тед Наджънт
- Джон Маклафлин